# Ghiacciaio Argonauta
Il ghiacciaio Argonauta è un ghiacciaio lungo circa 16 km situato nella parte nord-occidentale della Dipendenza di Ross, nell'Antartide orientale. Il ghiacciaio Argonauta, il cui punto più alto si trova a circa 1800 m s.l.m., si trova nell'entroterra della costa di Borchgrevink, nella parte nord-occidentale delle dorsale dell'Alpinista, dove fluisce verso sud-est a partire dal versante sud-orientale della cresta Whitcomb, scorrendo all'interno della catena montuosa per poi virare verso nord e andare ad unire il proprio flusso a quello del ghiacciaio Mariner, nei pressi della scogliera Engberg.

## Storia
Il ghiacciaio Argonauta è stato così battezzato dai membri della spedizione neozelandese di ricognizione geologica antartica svolta nel 1962-63, in onore degli argonauti e in associazione con il fatto che, nelle vicinanze di questa formazione, ci fossero già il ghiacciaio Aeronaut e il ghiacciaio Cosmonaut.